# Romet 747 2S
Romet 747 2S – skuter sprzedawany w Polsce od 2007 lub 2008 pod marką Romet. Jest odmianą dwusuwową czterosuwowego modelu Romet 747.

## Konstrukcja modelu
Dla sportowego skutera Romet 747 2S przewidziano kolory czarno-czerwony, czarno-srebrny i czarno-pomarańczowy. Ze względu na pojemność silnika jest zaliczany do motorowerów. Wzbogacony został elementami sportowej stylistyki o ostrych liniach nadwozia. Hamulec tarczowy z przodu wywodzi się z motocykli sportowych i jest powiązany z układem ABS. Opcjonalnie można otrzymać zegary w wersji elektronicznej LCD.

## Dane techniczne
- Wymiary: 1830 mm x 695 mm x 1160 mm,
- Silnik: dwusuwowy, jednocylindrowy, chłodzony powietrzem,
- Pojemność: 49,2 cm³,
- Moc maksymalna: 2,3 kW (3,1 KM) przy 6500 obr./min.,
- Rozruch: elektryczny, nożny,
- Zapłon: elektroniczny CDI,
- Przeniesienie napędu: automatyczne, bezstopniowe,
- Prędkość maksymalna: 45 km/h,
- Pojemność zbiornika paliwa: 4,5 l,
- Hamulec przód/tył: tarczowy sportowy/ABS/bębnowy,
- Opony przód/tył: 120/70-12 130/70-12,
- Masa pojazdu gotowego do jazdy: 90 kg,
- Dopuszczalna ładowność: 150 kg,
- Amortyzator przód/tył: podwójny,
- Wyposażenie dodatkowe: zegary LCD, kufer.